# Рене Блондло
Рене Проспер Блондло (3 липня 1849 , Нансі  — 24 листопада 1930 , Нансі ) — французький фізик, член Паризької АН (1894).
Закінчив університет у Нансі, де й працював (1896—1910 рр. — професор).
Роботи з термодинаміки, електромагнетизму, оптики. 1891 року розробив метод визначення швидкості поширення електромагнітних хвиль, отримавши значення 297 600 км/с, 1892 року — метод передавання електромагнітних хвиль уздовж металевих проводів.
Визначив швидкість рентгенівських променів, виявив, що вона збігається зі швидкістю світла і показав, що рентгенівські промені є електромагнітними хвилями. Виконав досліди з діелектриками, що рухаються в електромагнітних полях. Досліджував фотоефект.
1903 року оголосив про відкриття «N-променів», які виявилися вигадкою. За його словами, N-промені посилювали здатність очей бачити слабо освітлені предмети. Він заявив також, що сконструював спектроскоп для N-променів, в якому використовувалася алюмінієва призма. 1904 року Французька академія наук присудила йому премію Леконта. Пізніше лабораторію Блондло відвідав Роберт Вуд. Той продемонстрував Вуду свої досліди і стверджував, що спостерігає на собі дію променів, незважаючи на те, що Вуд перед експериментом непомітно вийняв зі спектроскопа алюмінієву призму.